# Eta Aurigae

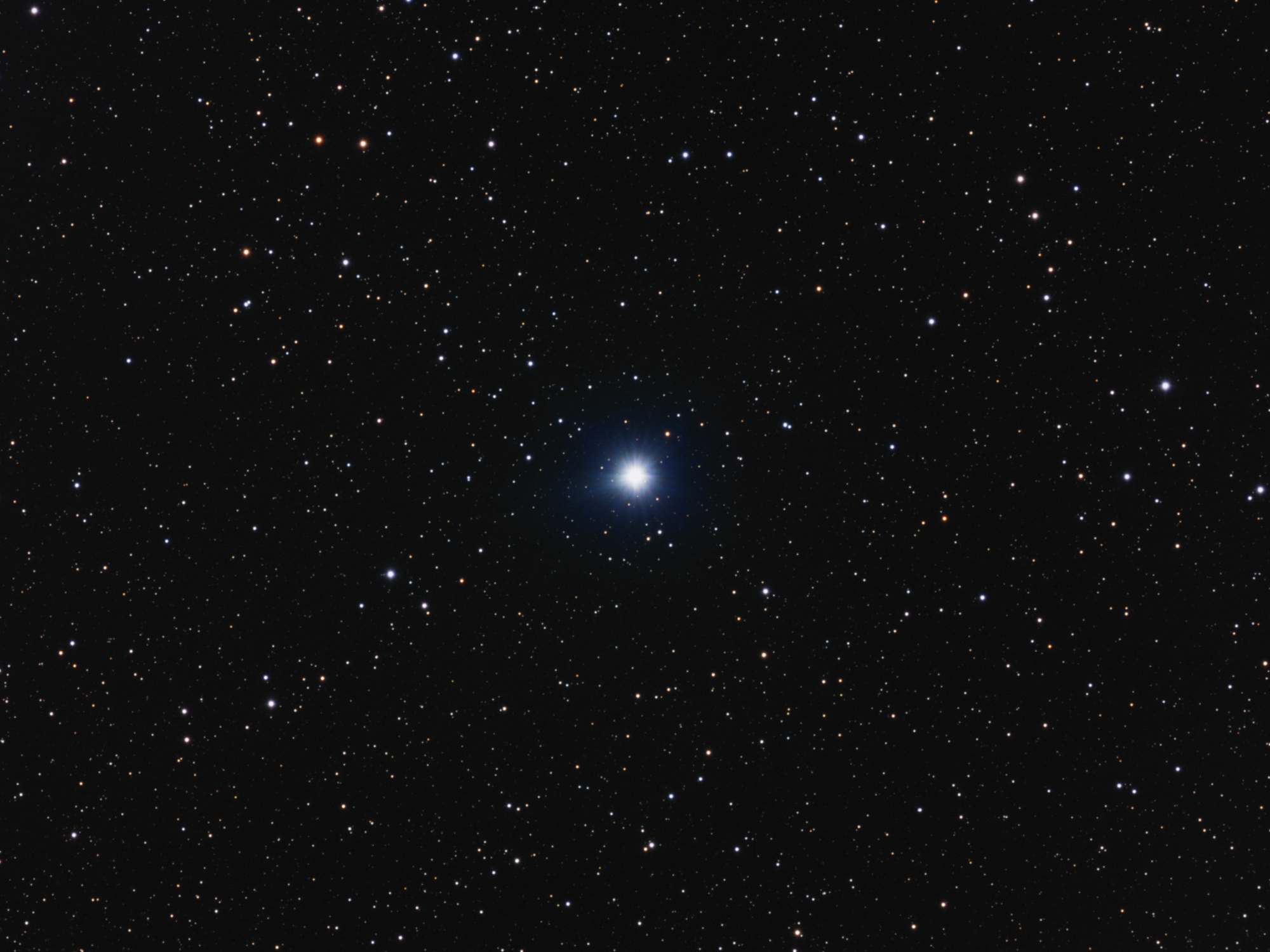
Eta Aurigae.

Eta Aurigae (Haedus II, Hoedus II, Haedus, Maha-Sim, 10 Aurigae) é uma estrela na direção da constelação de Auriga. Possui uma ascensão reta de 05h 06m 30.87s e uma declinação de +41° 14′ 04.7″. Sua magnitude aparente é igual a 3.18. Considerando sua distância de 219 anos-luz em relação à Terra, sua magnitude absoluta é igual a −0.96. Pertence à classe espectral B3V.